# Corey Hawkins (diễn viên)
Corey Antonio Hawkins (sinh ngày 22 tháng 10 năm 1988) là một diễn viên người Mỹ. Anh được người ta biết đến nhiều nhất với vai Heath trong loạt phim truyền hình The Walking Dead và vai Dr. Dre trong phim phim tiểu sử năm 2015, Straight Outta Compton. Hiện anh đang thủ vai Eric Carter trong loạt phim 24: Legacy trên kênh truyền hình Fox.

## Cuộc sống và sự nghiệp
Hawkins sinh ở Washington, D.C., nơi anh học trường nghệ thuật Duke Ellington. Anh tốt nghiệp trường Juilliard ở New York City, một thành viên của Group 40 của bộ phận kịch. While studying at Juilliard, Hawkins received the prestigious John Houseman Award for excellence in classical theatre. Sau khi tốt nghiệp, anh bắt đầu sự nghiệp diễn xuất ở Off-Broadway và vai phụ trong phim truyền hình. Hawkins garnered a brief role in Marvel Studios' Iron Man 3 và vào vai phản diện Liam Neeson và Julianne Moore trong phim hành động kinh dị của Universal Pictures có tựa Non-Stop.
Năm 2013, Hawkins đã xuất hiện lần đầu ở Broadway trong vai Tybalt trong vở  Romeo and Juliet của William Shakespeare. Và trong năm 2015, The Hollywood Reporter đã thông báo rằng Hawkins sẽ tham gia diễn xuất trong The Walking Dead của AMC trong vai Heath, một nhân vật chính từ loạt phim hài của Robert Kirkman. Hawkins vào vai Dr. Dre trong phim tiểu sử Straight Outta Compton, từ Universal Pictures, được phát hành ở rạp vào ngày 14 tháng 8 năm 2015. Anh đã diễn xuất trong Kong: Skull Island, cùng với Brie Larson, Samuel L. Jackson và Tom Hiddleston. Hawkins đã được chọn vào vai nam chính Eric Carter trong loạt phim spin-off của 24 là 24: Legacy trên kênh truyền hình Fox.

## Danh mục phim

### Phim
| Năm  | Tựa                    | Vai             | Ghi chú                 |
| ---- | ---------------------- | --------------- | ----------------------- |
| 2011 | Digital Antiquities    | Kai             | short film              |
| 2012 | Allegiance             | Willie          |                         |
| 2013 | Iron Man 3             | Navy Op         |                         |
| 2014 | Non-Stop               | Travis Mitchell |                         |
| 2014 | Romeo and Juliet       | Tybalt          | filmed live performance |
| 2015 | Straight Outta Compton | Dr. Dre         |                         |
| 2017 | Kong: Skull Island     |                 |                         |

### Truyền hình
| Năm       | Tựa              | Vai         | Ghi chú                             |
| --------- | ---------------- | ----------- | ----------------------------------- |
| 2011      | Royal Pains      | Busboy      | Episode: "The Shaw/Hank Redemption" |
| 2013      | Golden Boy       | Evander     | Episode: "Young Guns"               |
| 2015–2016 | The Walking Dead | Heath       | Season 6–7 Recurring; 6 episodes    |
| 2017      | 24: Legacy       | Eric Carter | Lead role                           |

### Kịch
| Năm  | Tựa              | Vai    | Ghi chú                    |
| ---- | ---------------- | ------ | -------------------------- |
| 2011 | Hurt Village     | Buggy  | Signature Theatre Company  |
| 2011 | Suicide Inc      | Perry  | Roundabout Theatre Company |
| 2013 | Romeo and Juliet | Tybalt | Richard Rodgers Theatre    |

## Giải thưởng và đề cử
| Năm  | Tác phẩm               | Giải                                                                                | Kết quả   |
| ---- | ---------------------- | ----------------------------------------------------------------------------------- | --------- |
| 2015 | Straight Outta Compton | Hollywood Breakout Ensemble Award                                                   | Đoạt giải |
| 2015 | Straight Outta Compton | NAACP Image Award for Outstanding Supporting Actor in a Motion Picture              | Đề cử     |
| 2015 | Straight Outta Compton | Washington D.C. Area Film Critics Association Award for Best Ensemble               | Đề cử     |
| 2016 | Straight Outta Compton | Black Reel Award for Best Supporting Actor                                          | Đề cử     |
| 2016 | Straight Outta Compton | Critics' Choice Movie Award for Best Acting Ensemble                                | Đề cử     |
| 2016 | Straight Outta Compton | Screen Actors Guild Award for Outstanding Performance by a Cast in a Motion Picture | Đề cử     |